# 4472 Navashin
4472 Navashin este un asteroid din centura principală, descoperit pe 15 octombrie 1980 de Nikolai Cernîh.